# Herman Musaph

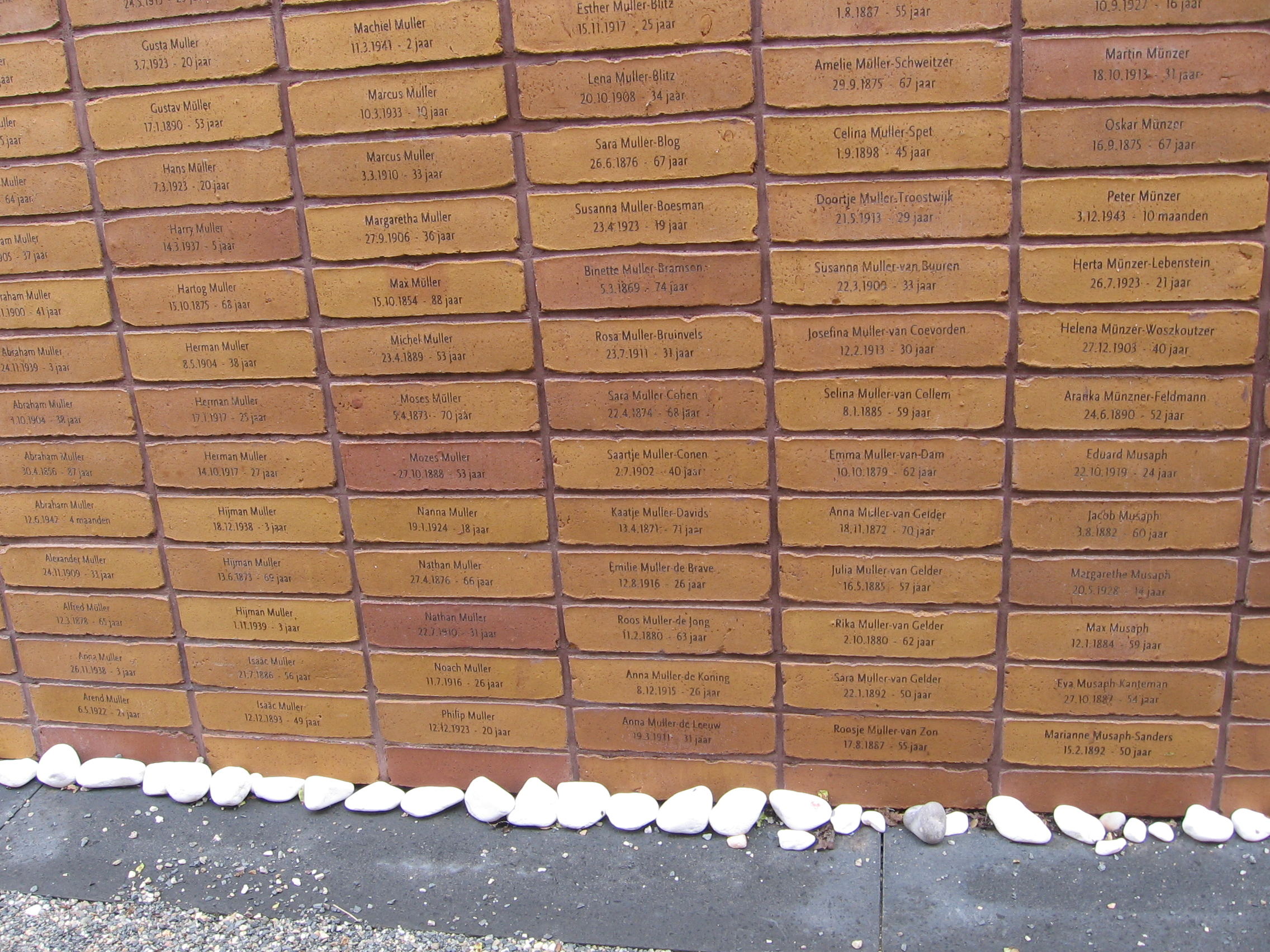
Rechtsonder Familie Musaph (Eduard, Max, Marianne, Margarethe) op Holocaust Namenmonument (foto 2023)

Prof. Dr. Heijman (Herman) Musaph (Amsterdam, 7 januari 1915 – Amsterdam, 18 november 1992) was een Nederlands psychiater, seksuoloog, dermatoloog en hoogleraar.
Hij was zoon van de Amsterdamse Marianne Sanders en Duitse kleermaker Max Musaph uit Christburg; zijn grootvader was vanuit Odessa naar het westen getrokken. Hij was tussen 1942 en 1958 (echtscheiding) getrouwd met Hendrika Kleerekoper. In 1958 hertrouwde hij met Rosetta Andriesse; het huwelijk bleef kinderloos. Ze woonden jarenlang op de Catharina van Rennesstraat in Amsterdam-Zuid
Musaph volgde onderwijs aan de vijfjarige Joodse hogereburgerschool (hbs) en ging toen geneeskunde studeren aan de Universiteit van Amsterdam. In 1940 deed hij zijn artsexamen en werd ook kortstondig huisarts. Op bevel van het Nazi-regime mochten Joden vanaf 1942 geen deel meer uitmaken van het openbare leven; hij moest stoppen en dook onder. Hij overleefde als enige uit zijn familie; de overigen werden gedeporteerd en omgebracht. De familie is opgenomen in het Holocaust Namenmonument; broer Eduard Musaph (1919-1944) wordt tevens genoemd op Monument Hollandia Kattenburg. Na die oorlog specialiseerde hij zich tot zenuwarts en psychiater en studeerde af op het proefschrift Doodsdrift, castratiecomplex en depressie. Hij werkte als psychiater in het Binnengasthuis (van de universiteit) op de afdeling dermatologie en startte daarmee de psycho-dermatologie (wat voor invloed heeft de psyche op de huid en andersom). Hij werkte als seksuoloog ook voor het Aletta Jacobshuis.
In 1977 werd hij na contact met Arie Haspels (ze zouden tot zijn dood vrienden blijven en samen publiceren) aangesteld als hoogleraar medische seksuologie aan de Universiteit van Utrecht, alwaar hij in 1984 met emeritaat ging.
Hij publiceerde onder meer Handbook of Sexology (met John Money), dat in meerdere talen werd uitgebracht. In de jaren zeventig was Sex in wording ook redelijk bekend, het leidde tot het co-presentatorschap van het gelijknamige televisieprogramma voor jongeren met Hans van Swol. Er volgden circa 150 publicaties van hem, hetgeen hij terugbracht op zijn verbroken relatie met zijn ouders. Die oorlog zorgden er ook voor dat hij zich zijn leven lang bezig hield met de gevolgen van oorlogstrauma’s (denk aan kampsyndroom) en ondersteuning vanuit de Wet uitkeringen Vervolgingsslachtoffers (WuV). Hierin vond hij tegenstand in psychiaters W.J. Schudel en L. Peppelinkhuizen, die de impact van die trauma’s anders zagen hetgeen zou leiden tot discussies over de noodzaak van de WuV, die uiteindelijk bleef.
Musaph was ook actief in het politiek-religieuze spel. Hij was bestuurslid van de Nederlands-Israëlietische Hoofdsynagoge (NIHS, 1966-1972), Nederlandse Zionistische Bond (NZB) en richtte de Academie voor het Jodendom op. Tussen 1974 en 1986 was hij voorzitter van de Liberaal Joodse Gemeente Amsterdam. Vlak voor zijn overlijden gaf hij nog een lezing op het congres Het ondergedoken kind.
Hij overleed op 77-jarige leeftijd en werd begraven op de Liberaal Joodse Begraafplaats Gan Hasjalon te Hoofddorp. Er was in die jaren de Musaph-prijs van de Nederlandse Vereniging voor Psychiatrie. Musaph was drager van het verzetskruis. In 1990 ontving hij de Magnus-Hirschfeld-Medaille.
- Biografisch Portaal: 31733849
- Digitale Bibliotheek voor de Nederlandse Letteren: musa005
- Gemeinsame Normdatei: 1223032140
- International Standard Name Identifier: 0000 0001 0932 3744
- Library of Congress Control Number: n79054271
- Bibliotheek van het Japanse parlement: 00450880
- Nationale Bibliotheek van Tsjechië: jx20050701052
- Nationale Bibliotheek van Israël: 987007290018205171
- Nederlandse Thesaurus van Auteursnamen: 068404492
- RKD-Nederlands Instituut voor Kunstgeschiedenis: 93007
- Système universitaire de documentation: 121675483
- Virtual International Authority File: 108987305
- WorldCat: E39PBJgHdDPBBhK3gdm8HRWv73